# Comuna Iurivka, Liubar
Iurivka (în ucraineană Юрівська сільська рада) este o comună în raionul Liubar, regiunea Jîtomîr, Ucraina, formată din satele Iurivka (reședința) și Novîi Liubar.

## Demografie
Componența lingvistică a comunei Iurivka
     Ucraineană (98,66%)
     Rusă (1,3%)
Conform recensământului din 2001, majoritatea populației comunei Iurivka era vorbitoare de ucraineană (98,66%), existând în minoritate și vorbitori de rusă (1,3%).